# Parafia Nawiedzenia Najświętszej Maryi Panny w Starym Lubotyniu
Parafia pw. Nawiedzenia Najświętszej Maryi Panny w Starym Lubotyniu – rzymskokatolicka parafia należąca do dekanatu Ostrów Mazowiecka – Wniebowzięcia NMP, diecezji łomżyńskiej, metropolii białostockiej. Parafię prowadzą księża diecezjalni.

## Historia
Parafia została erygowana w 1497.

## Zasięg parafii
Do parafii należą wierni z następujących miejscowości:

- Lubotyń,
- Brzozowa,
- Budziszki,
- Chmielewo,
- Gawki,
- Gniazdowo,
- Gumowo,
- Kosewo,
- Koskowo,
- Klimonty,
- Lubotyń-Morgi,
- Lubotyń-Włóki,
- Podbiele,
- Podbielko,
- Rabędy,
- Rogowo-Folwark,
- Stare Rogowo,
- Rogówek,
- Rząśnik,
- Świerże,
- Turobin,
- Żyłowo.